# Platycryptus
Platycryptus is een geslacht van spinnen uit de familie springspinnen (Salticidae).

## Soorten
De volgende soorten zijn bij het geslacht ingedeeld:
- Platycryptus arizonensis (Barnes, 1958)
- Platycryptus californicus (Peckham & Peckham, 1888)
- Platycryptus magnus (Peckham & Peckham, 1894)
- Platycryptus undatus (De Geer, 1778)